# Nhát hoa nhỏ
Nhát hoa nhỏ, tên khoa học Nycticryphes semicollaris, là một loài chim trong họ Rostratulidae.